# Колевекио (Мачерата)
Колевекио (итал. Collevecchio) насеље је у Италији у округу Мачерата, региону Марке.
Према процени из 2011. у насељу је живело 8 становника. Насеље се налази на надморској висини од 540 м.